# قراديات حرة
القراديات الحرة (الاسم العلمي: Eleutherengona) هي تحت رتبة من الحيوانات تتبع رتيبة أماميات الفوهة من رتبة خطميات الشكل.

## التصنيف
- الخيلتيلينات
  - الدويديات
    - الدويدية